# Абдулазизов, Камиль Магомедович
Камиль Магомедович Абдулазизов (род. 13 апреля 1994 года, Кизилюрт, Республика Дагестан, Россия) — российский боец смешанных боевых искусств, выступающий под эгидой Fight Nights Global в полулёгком весе. MMA рекорд — 4-0. Чемпион России и мира по боевому самбо. Имеет звание мастера спорта России международного класса по боевому самбо и звание мастера спорта России по панкратиону.

## Биография
Камиль родился и вырос в городе Кизилюрт, республика Дагестан. Аварец по национальности.
Спортивную карьеру он начал в 2009 году с занятий по вольной борьбе у Мурада Абдулаева. В секцию к Абдулаеву Камиля привёл старший брат. В том же году Абдулазизов начал весьма успешно выступать на чемпионатах города и зональных первенствах.
В 2012 году Камиль переехал в Москву, где поступил в РГУ нефти и газа им. И. М. Губкина. Он начал заниматься в секции боевых единоборств школы Самбо-70 под руководством заслуженного тренера России Николая Елесина.
В 2014 году Абдулазизов дебютировал в любительском ММА, заняв 3 место на чемпионате Москвы и чемпионате России.
В 2016 году спортсмен дебютировал в профессиональном MMA. В это же году он закончил бакалавриат и поступил в магистратуру в МГУ.
В 2017 году Абдулазизов дебютировал в Fight Nights Global.
В 2018 году Камиль стал чемпионом мира по боевому самбо. В этом же году он окончил магистратуру.

## Спортивные достижения
- Чемпионат мира по боевому самбо 62KG / 2018 —
- Чемпионат России по боевому самбо 62KG / 2018 —
- Чемпионат России по панкратиону / 2016 —
- Чемпион Москвы по боевому самбо —  (13 раз)
- Мастер спорта России международного класса по боевому самбо
- Мастер спорта России по панкратиону[7]